# Microsoft 365
Microsoft 365 (ранее Microsoft Office 365) — программный продукт от компании Microsoft, объединяющий набор веб-сервисов, который распространяется на основе подписки по схеме «программное обеспечение как услуга». Набор предоставляет доступ к различным программам и услугам на основе платформы Microsoft Office, электронной почте бизнес-класса, функционалу для общения и управления документами. 21 апреля 2020 года вышла новая версия под названием Microsoft 365 Персональный и Microsoft 365 Для Семьи вместо более раннего Microsoft Office 365.
С выходом Microsoft Office 2013, Microsoft Office 365 был расширен, чтобы предоставлять услуги для разных типов бизнеса, а также для отдельных пользователей, которые хотят использовать пакет ПО Microsoft Office на основе подписки.
Для работы с Office 365 необходимо подключение к Интернету, так как проверка и активация программ производится при каждом запуске программ пакета Office 365.
После бета-тестирования, начавшегося в октябре 2010 года, Microsoft Office 365 был официально представлен 28 июня 2011 года.

## История развития

Логотип «Office 365» (2013—2019)

Microsoft впервые объявил о создании Office 365 в октябре 2010 года. После стадии закрытого тестирования различными организациями, публичная бета-версия продукта вышла в апреле 2011 года, а в общем доступе он был представлен 28 июня 2011 года. В свете возрастающей конкуренции со стороны Google Apps, Microsoft разработал платформу Office 365, чтобы объединить существующие онлайн-услуги во «всегда обновляемый облачный сервис», включающий Exchange (для электронной почты), SharePoint (для корпоративных социальных сетей, организации совместной работы и создания веб-сайтов), и Lync (для общения, IP-телефонии и проведения веб-конференций). План для малого бизнеса включил в себя такие инструменты, как корпоративная электронная почта на Exchange, SharePoint Online, Lync Online, веб-хостинг через SharePoint и Office Online. После официального запуска сервиса пользователям Business Productivity Online Suite дали 12 месяцев, чтобы запланировать и выполнить переход с платформы BPOS на Office 365.
С выходом Microsoft Office 2013 27 февраля 2013 запустилась обновлённая версия Office 365. Компоненты сервера были приведены в соответствие с версиями приложений 2013 года, и Microsoft расширил Office 365 новыми тарифными планами. Также был представлен новый тарифный расширенный план Office 365 для дома, ориентированный на пользователей домашних ПК. План был разработан для широкой пользовательской аудитории, особенно для желающих установить Office на несколько компьютеров. Кроме того, был создан тарифный план для образовательных учреждений, нацеленный на пользователей в сфере высшего образования. С этими новыми предложениями Microsoft начинает распространение подписок на Office 365 через сертифицированных партнёров наряду с традиционными изданиями Office 2013 не на основе подписки.
19 марта 2013 года Microsoft озвучила планы по интеграции Office 365 с социальной сетью Yammer, которую компания приобрела в 2012 году. В них вошли возможность использовать технологию единого входа для обоих сервисов, совместный новостной канал и управление документами, а также перспективу полной замены ленты новостей и коммуникационных функций SharePoint с помощью Yammer. Инструмент для добавления в Yammer ссылок с портала Office 365 был создан в июне 2013.
8 июля 2013 года Microsoft сообщила о запуске PowerBI, пакета приложений для бизнес-аналитики и извлечения данных для Office 365, запланированном на вторую половину 2013 года. PowerBI в первую очередь будет интегрироваться в Excel, чтобы подписчики могли использовать инструмент Power Query для создания электронных таблиц и графиков на основе публичных и личных данных, а также выполнять геовизуализацию с помощью данных Bing Maps и инструмента Power Map. Пользователи получат возможность просматривать и размещать отчёты, а также выполнять запросы на естественном языке.

## Особенности
Как продукт, последующий Business Productivity Online Suite от Microsoft, Microsoft 365 в первую очередь разрабатывался для обеспечения почтового хостинга, доступа к корпоративным социальным сетям и облачному хранилищу данных для бизнеса. Изначально в пакет вошли такие инструменты:
1. Outlook on the web — Электронная почта бизнес-класса на сервере Exchange;
2. Sharepoint — Портал и публичный сайт-визитка с простым конструктором страниц;
3. Microsoft Teams — мессенджер, позволяющий не только обмениваться текстовыми фразами, но и проводить видео- и аудиоконференции, а также проводить показ рабочего стола;
4. Доступ к приложениям самой последней версии Microsoft Office (на сегодняшний день, Microsoft Office 2021);
5. Доступ к приложениям Microsoft Office 2010, 2013, 2016, 2019 и 2021 в корпоративном тарифном плане;
6. Место в OneDrive (Домашним пользователям — по 1 терабайту на пользователя).

## Компоненты
Microsoft 365 включает в себя ряд приложений и услуг.
Тарифные планы Microsoft (Office) 365, ориентированные на бизнес и корпорации, предоставляют доступ к размещённым в облачном хранилище версиям приложений Office на основе модели продажи ПО как услуги. Они включают Exchange, Lync, SharePoint, а также набор ПО Office Online на основе браузера. Благодаря функционалу SharePoint OneDrive Pro (формально известного, как SharePoint MySites) каждый пользователь также получает 7 ГБ дискового пространства для хранения данных.
В отличие от ПО Microsoft для корпораций, расширенный тарифный план  Microsoft (Office) 365 для дома включает 1 Тб дополнительного ресурса на OneDrive.
Некоторые тарифные планы предоставляют доступ к Microsoft (Office) 365 версиям приложений Office как для Windows (Office 2013), так и для OS X (Office для Mac 2011). В случае использования Office 2013 для Windows, программа устанавливается с использованием системы «Click-to-Run». Она позволяет запускать приложение почти мгновенно, пока файлы передаются в потоковом режиме. Новые версии ПО устанавливаются автоматически, включая и обновления безопасности, и последние версии Office. Услуга «Office по запросу» («Office on Demand») даёт пользователям возможность запускать приложение Office 2013 на любом совместимом с ним компьютере без потребности устанавливать его полностью.
Также предусмотрен доступ к приложениям Office Mobile для смартфонов Android и iPhone.

## Обновления
Платформа Office 365 использует модель плавающего релиза. Обновление онлайн-компонентов сервиса происходит один раз в квартал. В период запуска для Office 365 были использованы версии компонентов ПО 2010 года. Эти сервисы были автоматически заменены аналогами с Office 2013 после его выхода в феврале 2013 года. С запуском Office 2013, начальник отдела Office Курт Дель Бене заявил, что незначительные и поэтапные обновления ПО Office будут производиться для Office 365 на регулярной основе, в отличие от трёхгодового цикла главных выпускаемых версий Office.

## Безопасность
В декабре 2011 года Microsoft объявила, что платформа Office 365 соответствует стандартам безопасности ISO/IEC 27001, Директиве о защите данных ЕС (через подписание арбитражных сообщений), и Закону о преемственности страхования и отчётности в области здравоохранения США. В мае 2012 года Microsoft сообщила о соответствии Office 365 федеральному Закону об управлении информационной безопасностью (англ. FISMA), что позволяет использовать ПО государственным организациям США.

## Тарифные планы
Microsoft 365 представлен рядом тарифных планов. Они включают:
- Microsoft 365 персональный: предназначен для одного пользователя. Ключевые особенности: доступ к большей части приложений Office для домашнего/некоммерческого использования (за исключением InfoPath и Lync), поддержка до 5 устройств
- Microsoft 365 Для семьи: Предназначен для совместного использование от одного до шести пользователей. Каждый человек может использовать до пяти устройств одновременно и ему доступно 1 терабайт облачного хранилища OneDrive. Ключевая особенность новое приложение Семейная Безопасность.[26]
- Microsoft 365 для студентов: расширенная версия для дома по льготной цене для учащихся и преподавателей высших учебных заведений. Ключевые особенности: срок действия пакета — 4 года, возможностью использования только на двух устройствах одним пользователем[27].
- Microsoft 365  Бизнес базовый предназначен для любого размера. Он предлагает электронную почту с ящиками на 50 ГБ и адресами в корпоративном домене, а также возможность создания центра командной работы с помощью Microsoft Teams . Веб-версии приложений Microsoft 365, включая Outlook, Word, Excel, PowerPoint и OneNote, также доступно по 1 терабайту для человека в облачном хранилище OneDriv
- Microsoft 365 бизнес стандарт имеет более улучшенную систему безопасности  и Все решения из набора Microsoft 365 бизнес базовый, а также:
  - Классические версии приложений Microsoft 365 с расширенным функционалом
  - Удобное проведение вебинаров
  - Регистрация участников и инструменты отчетности
  - Управление встречами с клиентами[28]
- Microsoft 365 бизнес премиум предназначен на бизнес любого размера он имеет все теже функции что и бизнес стандарт и также имеет новые функции
  - Расширенные инструменты обеспечения безопасности
  - Управление доступом и данными
  - Защита от киберугроз
- Приложения Microsoft 365 для бизнеса: Предназначен для бизнеса любого размера
  - Классические версии приложений Microsoft 365 с расширенным функционалом
  - 1 ТБ в облачном хранилище на каждого пользователя
  - Стандартные инструменты обеспечения безопасности
  - Круглосуточная поддержка по телефону и через Интернет

| Возможности, компоненты                                   | Редакция                         | Редакция                       | Редакция              | Редакция      | Редакция              |
| Возможности, компоненты                                   | Для дома расширенный             | Для малого бизнеса расширенный | Профессиональный плюс | корпоративный | Для учебных заведений |
| --------------------------------------------------------- | -------------------------------- | ------------------------------ | --------------------- | ------------- | --------------------- |
| Максимальное количество пользователей                     | Все пользователи в домашней сети | 25                             | 300                   | Не ограничено | 1                     |
| Количество установок на одного пользователя               | 5                                | 5                              | 5                     | 5             | 2                     |
| Коммерческое использование                                | Нет                              | Да                             | Да                    | Да            | Нет                   |
| Локальные сервисы Exchange, Skype для бизнеса, SharePoint | Нет                              | Да                             | Нет                   | Да            | Нет                   |
| Word                                                      | Да                               | Да                             | Да                    | Да            | Да                    |
| Excel                                                     | Да                               | Да                             | Да                    | Да            | Да                    |
| PowerPoint                                                | Да                               | Да                             | Да                    | Да            | Да                    |
| OneNote                                                   | Да                               | Да                             | Да                    | Да            | Да                    |
| Outlook                                                   | Да                               | Да                             | Да                    | Да            | Да                    |
| Publisher                                                 | Да                               | Да                             | Да                    | Да            | Да                    |
| Access                                                    | Да                               | Да                             | Да                    | Да            | Да                    |
| InfoPath                                                  | Нет                              | Да                             | Да                    | Да            | Нет                   |
| Skype для бизнеса                                         | Нет                              | Да                             | Да                    | Да            | Нет                   |
| SharePoint Designer                                       | Нет                              | Нет                            | Нет                   | Нет           | Нет                   |
| Project Включает разные версии                            | Нет                              | Нет                            | Нет                   | Нет           | Нет                   |
| Visio Включает разные версии                              | Viewer                           | Viewer                         | Viewer                | Viewer        | Viewer                |
| Место в OneDrive, предоставляемое по подписке             | 1 ТБ на пользователя             | н/д                            | н/д                   | н/д           | 1 ТБ                  |

## Реакция
Издание TechRadar дало обновлению Office 365 2013 года оценку 4,5 из 5, отмечая удобность панелей управления для пользователей с разным уровнем знаний и опыта в IT-сфере, полную интеграцию OneDrive Pro с приложениями Office 2013, и соответствие сервиса потребностям малого бизнеса.